# Johann Fart
Johann Fart OSB, oft auch Johann Fart von Deidesheim (* um 1420 in Deidesheim, damals Hochstift Speyer, heute Rheinland-Pfalz; † 1. Juni 1491 Abtei Laach) war ein katholischer Priester, Benediktiner und Abt der Abtei Laach, heute Maria Laach. Er war ein bedeutender Reformer des klösterlichen Lebens.

## Leben und Wirken

### Frühe Tätigkeit
Über das frühe Leben des Pfälzers ist nichts Näheres bekannt. Er stammte aus dem politisch und religiös zum Hochstift Speyer gehörenden Deidesheim und war nicht-adeliger Herkunft, wie es das Krufter Schöffenbuch ausdrücklich festhielt. Möglicherweise über den Speyerer Fürstbischof Raban von Helmstatt († 1439), der 1430 auch Trierer Kurfürst wurde, kam Johann Fart schon jung in die Kartause St. Alban zu Trier, der er zeitlebens verbunden blieb. Von dort brachte er offenbar seine dezidierte Frömmigkeit, seine ausgeprägte Marienverehrung und seine Wertschätzung für das dort besonders gepflegte Rosenkranzgebet mit, welche mehrere zeitgenössische Quellen an ihm hervorheben.
Um 1450 wurde Fart Benediktiner und trat in das Trierer Kloster St. Maria ad martyres ein; lange Zeit war er dort der Cellerar. Dieser Konvent schloss sich am 11. Juni 1455 der Bursfelder Reform-Kongregation an. Hierbei wird Fart namentlich als Konventuale des Trierer Klosters aufgelistet. Die auf den Grundsätzen der Devotio moderna fußende Reform wurde vom Trierer Erzbischof Johann II. von Baden (1456–1503) nachhaltig gefördert. Dieser protegierte schließlich 1470 auch Johann Fart als Abt des ihm geistlicherseits unterstehenden Benediktinerklosters Laach, um dort jene Reform durchführen zu können.

### Abt in Laach

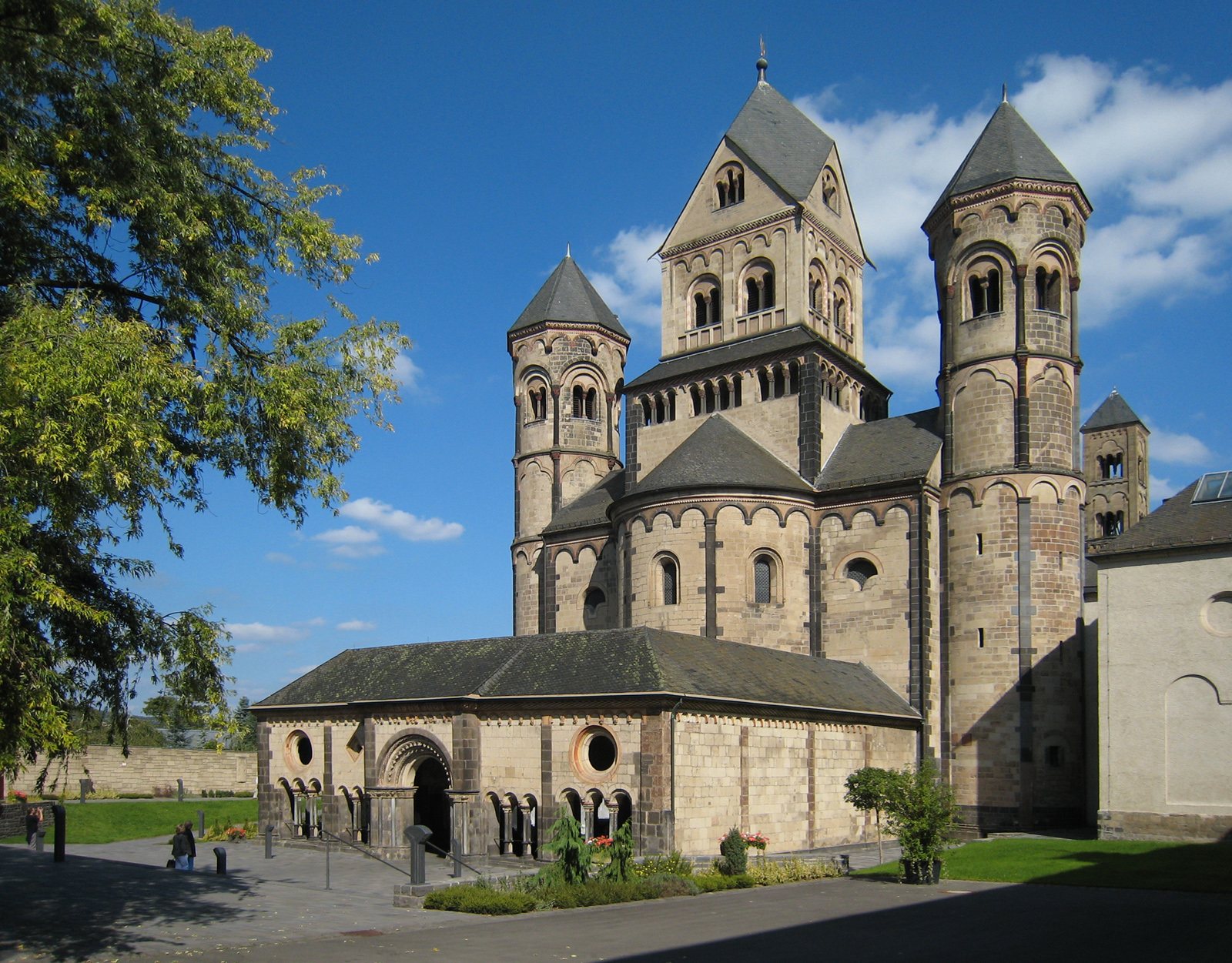
Die Laacher Abteikirche

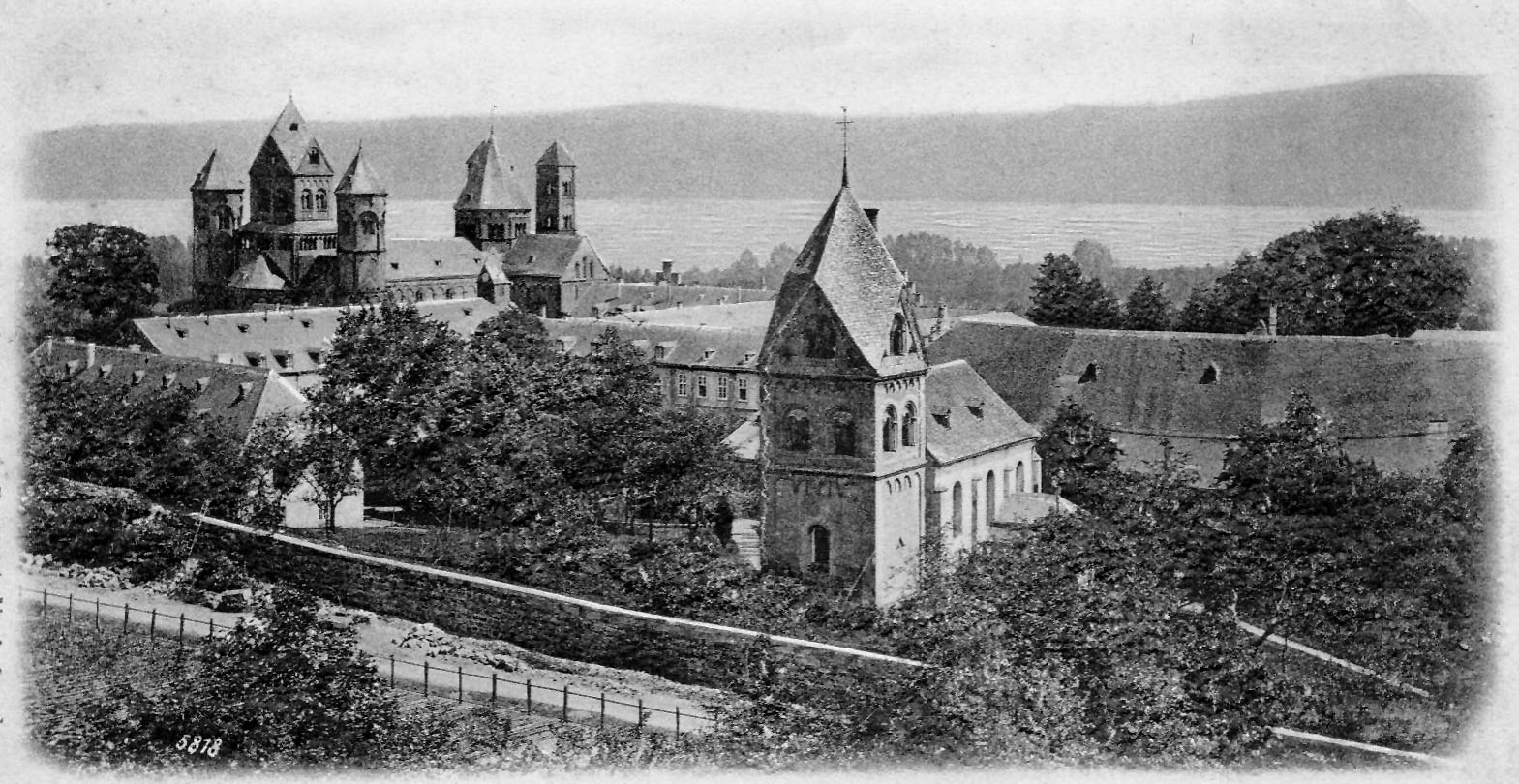
Historische Aufnahme des Klosters

Schon der im Januar 1470 verstorbene Laacher Vorgängerabt Johannes Reuber hatte mit Unterstützung von Adam Villicus, des aus Trier stammenden Abtes von St. Martin in Köln, versucht die Bursfelder Reform einzuführen, war jedoch damit gescheitert. Der Trierer Erzbischof empfahl den Reformwilligen in Laach, Johann Fart zum Abt zu wählen. Die anderen Mönche hatten den Konvent verlassen und Fart wurde noch im gleichen Jahr zum 21. Abt von Laach gewählt. Die außerhalb des Klosters befindlichen Reformgegner wünschten als Abt den knapp 21-jährigen Prümer Propst Graf Ruprecht von Virneburg, den Ruprecht von der Pfalz, der damalige Erzbischof von Köln, als Landesherr von Laach, sofort bestätigte bzw. investierte, da ein schwacher Abt seinen eigenen Einfluss dort stärkte. Sein Bruder, der Pfälzer Kurfürst Friedrich I., warnte ihn eindringlich davor, da Virneburg „völlig ungeeignet“ und vor der drohenden Reform aus dem eigenen Kloster geflohen sei, ferner an einer körperlichen Behinderung leide und das kanonische Alter von 21 Jahren noch nicht erreicht habe. Der Erzbischof von Trier, als geistlicher Herr des Klosters, beharrte auf der rechtmäßig zustande gekommenen Wahl Farts, die er am 14. März 1470 bestätigte und diesbezüglich nach Rom appellierte, wo Papst Sixtus IV. das Gleiche tat. Das Eintreffen der päpstlichen Konfirmation dauerte allerdings bis ins Jahr 1472. Manche Quellen geben für Farts Wahl und seine bischöfliche Bestätigung auch das Jahr 1469 an.
Inzwischen waren die Reformgegner wieder im Kloster Laach eingezogen und es kam erneut zu Streitigkeiten. Die Reformer wurden letztlich gewaltsam aus dem Kloster vertrieben und riefen den Bischof von Trier um Hilfe an. Dieser beauftragte seinen Amtmann Georg von der Leyen, den rechtmäßigen Abt wieder in seine Rechte einzusetzen und die Revoltierenden zu entmachten. Der Amtmann und die Bürger der Stadt Mayen drangen am 20. August 1474 in das verbarrikadierte Kloster ein und beendeten die Herrschaft der Reformgegner. Diese mussten den Konvent nun endgültig verlassen und durften nicht mehr zurückkehren. Der Tag wurde bis zur Aufhebung der Abtei Laach 1802, als Klosterfeiertag begangen.
Nun konnte Johann Fart endlich die Reform des Klosters beginnen. Schon kurze Zeit danach, am 1. September des Jahres wurde Laach auf dem Bursfelder Jahreskapitel zu St. Michael in Hildesheim in die Reformkongregation aufgenommen.
Die Erneuerung des Klosters machte sehr bald spürbare Fortschritte. Fart selbst trug die Reform mit großem Eifer voran. Neben seiner geistlichen Tätigkeit widmete er sich auch schriftstellerischen Arbeiten. Sein Biograf Johannes Butzbach nennt ihn in seinem Werk „Auctarium“ einen „in den heiligen Schriften bewanderten und eifrig studierenden Mann“ und fährt fort, „dieser beste Vater“ habe auf Bitten seiner Mitbrüder, die ihn als eifrigen Marienverehrer kannten, ein sehr frommes und heilsames Marien-Gebetbüchlein verfasst.
Der gelehrte Prior Jakob von Vreden (1440–1511) – welcher flüssiger Latein als Deutsch gesprochen habe – war einer seiner tatkräftigsten Mitarbeiter. Das Kloster Laach erreichte schließlich wieder eine solche geistige Höhe, dass viele deutsche Klöster um Entsendung von dortigen Mönchen baten, um auch bei ihnen die Reformen zu stützen; so etwa die Konvente Trier, Würzburg, Tholey, Mettlach, Deutz, Siegburg und Schönau. In Farts Heimatdiözese Speyer wurde damals ein Laacher Benediktiner zum Prior des Klosters Limburg berufen.
Fart arbeitete engagiert im Kreise der Bursfelder Reform-Kongregation. Er besuchte die Generalkapitel zwischen 1477 und 1482, sowie 1485; 1486 fungierte er dort als Mitpräsident, 1487 und 1489 als Definitor.
Schon im Februar 1490 wird Johann Fart als krank bezeichnet. Er trat am 27. Mai 1491 von seinem Amt als Abt zurück und starb bereits am 1. Juni des Jahres. Man begrub ihn auf der Südseite des Kapitelsaales zum Kreuzgang hin, unter einem quadratischen Stein mit eingemeißelter Inschrift. Grabstein und Grab sind heute verschollen (2011). Das Totenbuch der Abtei vermerkt ihn unter dem 1. Juni als „Ehrwürdigen Vater und Herrn Johannes von Dediszheym, ersten Abt dieses Klosters, nach der Reform“. Johannes Butzbach schreibt, Fart sei „völlig gottergebenen Sinnes und im Ruf der Heiligkeit“ gestorben. Außerdem erwähnt er den Mönch Rutger Sycamber, „den hervorragenden Reimeschmied“ aus dem Kloster Höningen, in Farts pfälzischer Heimat, der ihm ein dreiteiliges Gedicht gewidmet habe.